# Фрумушика-Ноуе
Фрумушика-Ноуе (рум. Frumușica Nouă) — село у Флорештському районі Молдови. Входить до складу комуни, адміністративним центром якої є село Фрумушика.

## Населення
За даними перепису населення 2004 року у селі проживали 2 особи, усі — молдавани.